# ایندری
ایندری (نام علمی: Indri indri) نام یک گونه از تیره ایندیریان است.